# João Alves
João António Ferreira Resende Alves (* 5. prosince 1952, Albergaria-a-Velha) je bývalý portugalský fotbalista a trenér.
Hrál na postu záložníka, hlavně za Benficu, Boavistu a UD Salamanca.

## Hráčská kariéra
João Alves hrál na postu záložníka za Benficu, Varzim SC, CD Montijo, Boavistu, UD Salamanca a Paris Saint-Germain. S Benficou vyhrál v letech 1981 a 1983 ligu a v roce 1983 byl ve finále Poháru UEFA. V roce 1975 byl vyhlášen portugalským fotbalistou roku.
Za Portugalsko hrál 36 zápasů a dal 3 góly.

## Trenérská kariéra
Alves trénoval řadu klubů, např. Boavistu a CF Estrela da Amadora.

## Úspěchy

### Hráč
Boavista
- Taça de Portugal: 1974–75, 1975–76

Benfica
- Primeira Liga: 1980–81, 1982–83
- Taça de Portugal: 1980–81, 1982–83

Individuální
- Portugalský fotbalista roku: 1975

### Trenér
Estrela da Amadora
- Taça de Portugal: 1989–90